# Sollicitatiecode
De sollicitatiecode is een document dat is ontwikkeld door de Nederlandse Vereniging voor Personeelsmanagement & Organisatieontwikkeling (NVP). De sollicitatiecode bevat basisregels waarvan verwacht wordt dat een bedrijf of organisatie deze in acht neemt. Via deze code wordt geprobeerd om een zo eerlijk en open mogelijke behandeling te creëren voor sollicitanten. Bedrijven en organisaties zijn niet verplicht om deze code te volgen maar het is ondertussen wel een algemeen aanvaarde ongeschreven regel geworden dat men zich aan deze code houdt. De NVP heeft deze code ontwikkeld onder andere in samenspraak met de Stichting van de Arbeid. Als een bedrijf in strijd met de sollicitatiecode heeft gehandeld, kan de zaak door de sollicitant gemeld worden bij het College voor de Rechten van de Mens. De sollicitatiecode moet tegen discriminatie beschermen. 
Er is ook een tegenhanger op de sollicitatiecode opgesteld, namelijk de sollicitantencode. Deze richt zich niet zoals de sollicitatiecode op de bedrijven maar op de sollicitanten zelf. In deze code staan de basisregels waar een sollicitant zich behoort te houden. 